# Ulrike Meinhof
Ulrike Marie Meinhof (Oldenburg, 7 oktober 1934 – Stuttgart, 9 mei 1976) was een journaliste en een van de bekendste leden van de Rote Armee Fraktion (RAF).

## Biografie
Ulrike Meinhof werd geboren op 7 oktober 1934. Haar vader Werner Meinhof was kunsthistoricus en haar moeder was historica. Haar vader overleed in 1940 aan kanker. Nadat in 1949 ook haar moeder Ingeborg aan kanker overleden was, kregen Ulrike en haar oudere zus Wienke, Renate Riemeck, een oude studievriendin van haar moeder die een tijd bij hen in gewoond had, als voogd. In 1955 kon Ulrike dankzij een studiebeurs filosofie, pedagogiek, sociologie en germanistiek gaan studeren in Marburg. Het volgende academiejaar trok ze naar Münster alwaar ze actief werd binnen de Sozialistische Deutsche Studentenbund (SDS) en er in 1957 woordvoerder werd voor de commissie anti-atoomdoden. Van 1959 tot 1969 schreef ze voor het linkse blad Konkret en was er van 1962 tot 1964 hoofdredacteur. In 1961 trouwde ze met Klaus Rainer Röhl, de uitgever van Konkret, met wie ze in 1962 een tweeling kreeg: Regine en Bettina. Eind 1967 gingen ze uit elkaar en uiteindelijk scheidden ze in 1968.
Na de moordpoging op 11 april 1968 op Rudi Dutschke werd Meinhof steeds radicaler en steeds minder bereid compromissen te sluiten. Op 2 april was brand gesticht in twee warenhuizen in Frankfurt am Main, als protest tegen het menselijk leed door napalm in de Vietnamoorlog. Bij het proces tegen de brandstichters leerde Meinhof de aangeklaagden Thorwald Proll, Horst Söhnlein en de latere RAF-oprichters Andreas Baader en Gudrun Ensslin kennen. In haar column in Konkret schreef ze: "De wet die door brandstichting wordt overtreden, beschermt niet de mens, maar het eigendom." Daarmee gaf ze voeding aan een opvatting die in het najaar van 1968 populair werd in de kringen van de Ausser-Parlamentarische Opposition (apo), te weten: dat geweld tegen personen niet was toegestaan, maar tegen zaken wel. In 1970 produceerde Meinhof de televisiefilm Bambule, waarvoor ze ook het scenario schreef. Dit scenario werd een jaar later in boekvorm uitgegeven, onder de titel Bambule. Fürsorge – Sorge für wen? Het boek werd al snel een klassieker in de literatuur over de opvoedingsprincipes van de jaren 1960.
Op 14 mei 1970 nam ze deel aan de eerste gewapende actie van de RAF: de bevrijding van Andreas Baader uit het studiecentrum waar Baader – vanuit de gevangenis door bewakers begeleid – kortdurend documenten mocht raadplegen met Ulrike Meinhof (die samen met Baader een boek zou schrijven). Hierbij werden twee personeelsleden van het studiecentrum ernstig gewond door drie binnengedrongen, gewapende personen: twee vrouwen en een gemaskerde man. Sindsdien sprak de pers over de Baader-Meinhof Gruppe, hoewel beter over de Baader-Ensslin Gruppe kon worden gesproken aangezien Gudrun Ensslin zowel de activistische rechterhand als de geliefde van Baader was – Ensslin was het brein achter de overval. Consequentie van Meinhofs betrokkenheid bij deze actie was dat zij per direct haar twee kinderen moest achterlaten. Daarna participeerde ze in bankovervallen en bomaanslagen tot ze in de avond van 15 juni 1972 werd gearresteerd in Langenhagen. Daar zou ze overnachten in het appartement van Fritz Rodewald, een leraar die indertijd gedeserteerde Amerikaanse soldaten onderdak gaf. Hij had Meinhof die middag bij de politie aangegeven.
In de gevangenis schreef ze een jubelend commentaar "Die Aktion des Schwarzen September in München - Zur Strategie des antiimperialistischen Kampfes", waarin ze de aanslag op de Israëlische ploeg bij de Olympische Spelen van München verklaart met de verbondenheid van de staat Israël met het grootkapitaal en het westerse imperialisme. Ze eiste dat het artikel zou worden geplaatst in de Duitse media, en ging zelfs in hongerstaking om dat af te dwingen. Uiteindelijk werd het stuk de gevangenis uit gesmokkeld en door de RAF als brochure verspreid.

## Overlijden

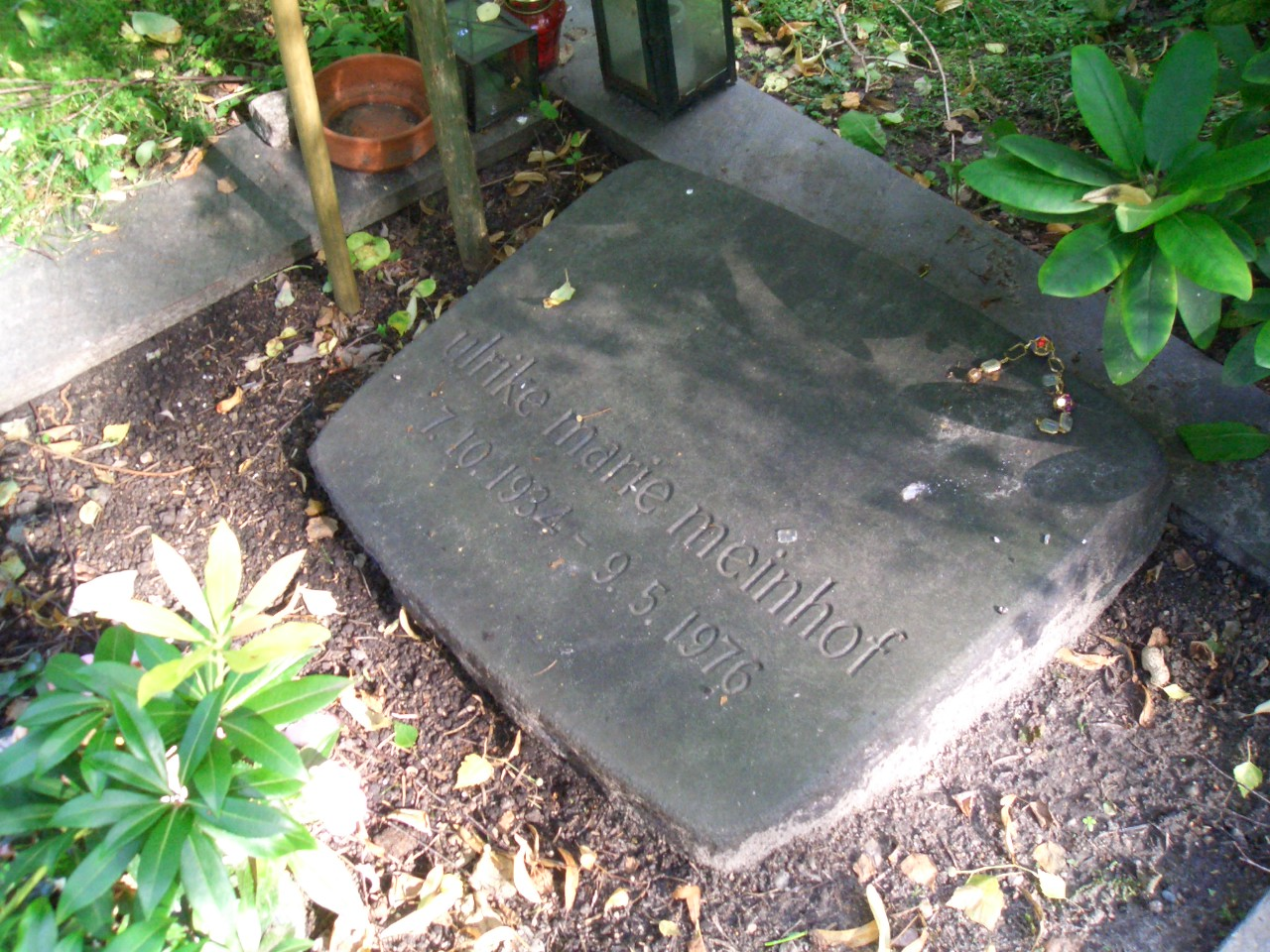
Het graf van Ulrike Meinhof op de Drievuldigheidsbegraafplaats in Berlijn.

Op 29 november 1974 werd Meinhof veroordeeld tot acht jaar gevangenisstraf. Ze werd op 9 mei 1976 dood aangetroffen in de gevangenis. Volgens officiële bronnen had ze zich opgehangen. De omstandigheden rond haar dood lieten echter ruimte voor allerlei speculaties, samengevat door een onderzoekscommissie in het boek De dood van Ulrike Meinhof. Ze is begraven in Berlin-Mariendorf. Over de graad van haar betrokkenheid bij de RAF liepen de meningen in de toenmalige Duitse Bondsrepubliek uiteen, ook over de bewijzen die de staat en justitie aandroegen om haar te veroordelen. In 1974 schreef Heinrich Böll, winnaar van de Nobelprijs voor Literatuur, het boek De verloren eer van Katharina Blum waarin hij de demoniserende methoden van de journalistiek en de staatsrepressie duidelijk maakte en (bijna expliciet) Ulrike Meinhofs schuld in twijfel trok.

## Trivia
- In 1979 heeft Marianne Faithfull het nummer Broken English van het gelijknamige album, opgedragen aan Ulrike Meinhof.